# آورباخ این در اوبرفالتس
شهر آورباخ این در اوبرفالتس (به آلمانی: Auerbach in der Oberpfaltz) در ایالت بایرن در کشور آلمان واقع شده است.